# Friedrich Thielen
Friedrich Thielen, född 25 september 1916 i Bremen, död 11 juni 1993 i Bremen, var Tysklands nationaldemokratiska partis (NPD) partiledare mellan år 1964 och 1967.
Thielen var fabrikör, hade 1936-1943 ett sågverk och från 1946 en betongfabrik. Från 1946 till 1959 tillhörde han CDU, och valdes 1947 in som ledamot av borgerskapet i Bremen. Efter att ha förlorat internt inom CDP bytte han 1959, strax före detta års val, till Deutsche Partei (DP), som senare bildade Gesamtdeutsche Partei. Thielen tillhörde dock den grupp som strax därefter förde DP vidare en tid. 1963 valdes DP in i borgerskapet i Bremen med Thielen som förstanamn. 1964 deltog DP:s partigrupp i borgerskapet i grundandet av NPD, där Thielen blev partiledare.